# Java osztály
A Java osztály a holland Királyi Haditengerészet (Koninklijke Marine) két egységből (Hr.Ms. Java, Hr.Ms. Sumatra) álló könnyűcirkáló osztálya volt. Az osztály hajóit elsősorban Hollandia legfontosabb gyarmata, Holland India (Nederlands-Indië), a mai Indonézia védelmére szánták, neveiket is a gyarmathoz tartozó szigetekről, Jáváról és Szumátráról kapták, egy harmadik, kissé növelt méretű, tengernagyi zászlóshajónak szánt egységet is tervezetek Hr.Ms. Celebes néven, ennek építését kezdetleges stádiumban törölték, pótlására később a modernebb Hr.Ms De Ruyter könnyűcirkálót építették meg. A Hr.Ms. Java cirkálót a jáva-tengeri csatában 1942. február 27-én elsüllyesztették a japánok, amikor a holland Karel Doorman (1889-1942) ellentengernagy szövetséges amerikai-brit-holland-ausztrál flottakötelékének (ABDAFLOAT) tagjaként szolgált. A Hr.Ms. Sumatra cirkálót pályafutása végén, 1944-ben hullámtörőként használták fel a normandiai inváziót kiszolgáló Mulberry mesterséges kikötő biztosítására.

## Dizájn
A Java osztály könnyűcirkálóit a német Krupp Germaniawerft vállalat közreműködésével tervezték, alapvetően a német Karlsruhe osztályú könnyűcirkálók (SMS Karlsruhe, SMS Rostock) növelt méretű, jelentősen továbbfejlesztett változataként, építésüket holland hajógyárak végezték. Fő fegyverzetük a német Krupp és a svéd Bofors gyárak által is gyártott Mk 6 150 mm L/50 lövegek képezték, ezekből összesen 10 darab került a hajókra. Építésük kezdetekor, 1916-ban a könnyűcirkáló kategóriában világviszonylatban is a legerősebb egységek közé számítottak, egy évtizedig elhúzódó építésük miatt azonban elkészültükkor már nem tartoztak az élvonalba, rézben fő lövegeik ekkorra elavult, lövegpajzsos beépítése miatt, a korszerű páncélozott lövegtornyos megoldás helyett. Az osztály fő feladatának Holland India védelmét tekintették a Japán jelentette fenyegetéssel szemben. Az 1942-ig szolgálatba állított kortárs japán könnyűcirkálókat, a Tenrju osztályt (2 egység), a Kuma osztályt (5 egység), a Nagara osztályt (6 egység) és Szendai osztályt (3 egység), valamint az egyedi építésű Júbarit tűzerőben egyértelműen felülmúlták. Azonban más tengeri nagyhatalmak modern, nagyobb méretű, erősebb fegyverzetű és páncélzatú könnyűcirkálóihoz képest az 1930-as évek végére már elavultnak számítottak.
1934-1935-ben az osztály mindkét egységét átépítették és modernizálták.
| Név            | Építés kezdete | Vízre bocsátás | Szolgálatba állítás | Hajógyár                                          | Pályafutás vége                                        |
| -------------- | -------------- | -------------- | ------------------- | ------------------------------------------------- | ------------------------------------------------------ |
| Hr.Ms. Java    | 1916.05.31.    | 1921.08.09.    | 1925.05.01.         | Koninklijke Maatschappij De Schelde (Vlissingen)  | 1942. február 27-én elsüllyedt a jáva-tengeri csatában |
| Hr.Ms. Sumatra | 1916.07.05.    | 1920.12.29.    | 1926.05.26.         | Nederlandse Scheepsbouw Maatschappij (Amszterdam) | 1944. június 9-én hullámtörőként elsüllyesztették      |
| Hr.Ms. Celebes | -              | -              | -                   | Wilton Feijenoord (Schiedam)                      | Építését 1919-ben törölték                             |

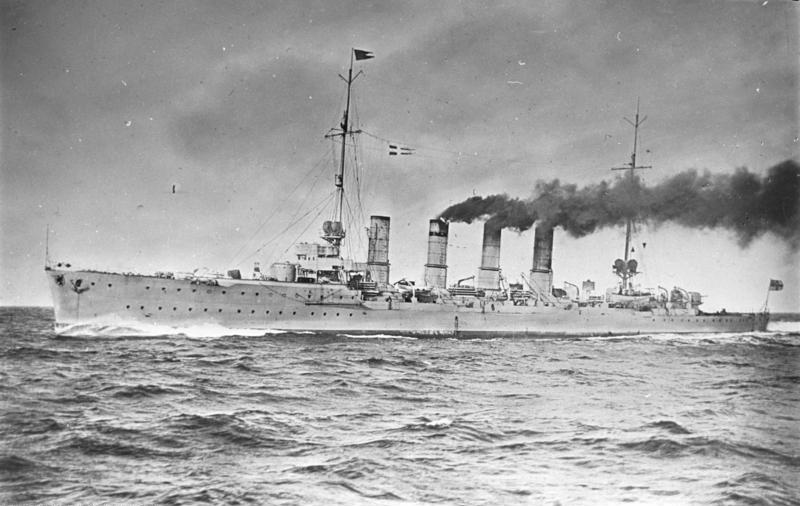
Az SMS Karlsruhe német könnyűcirkáló. A Java osztály a német Karlsruhe osztály jelentősen továbbfejlesztett változataként épült.
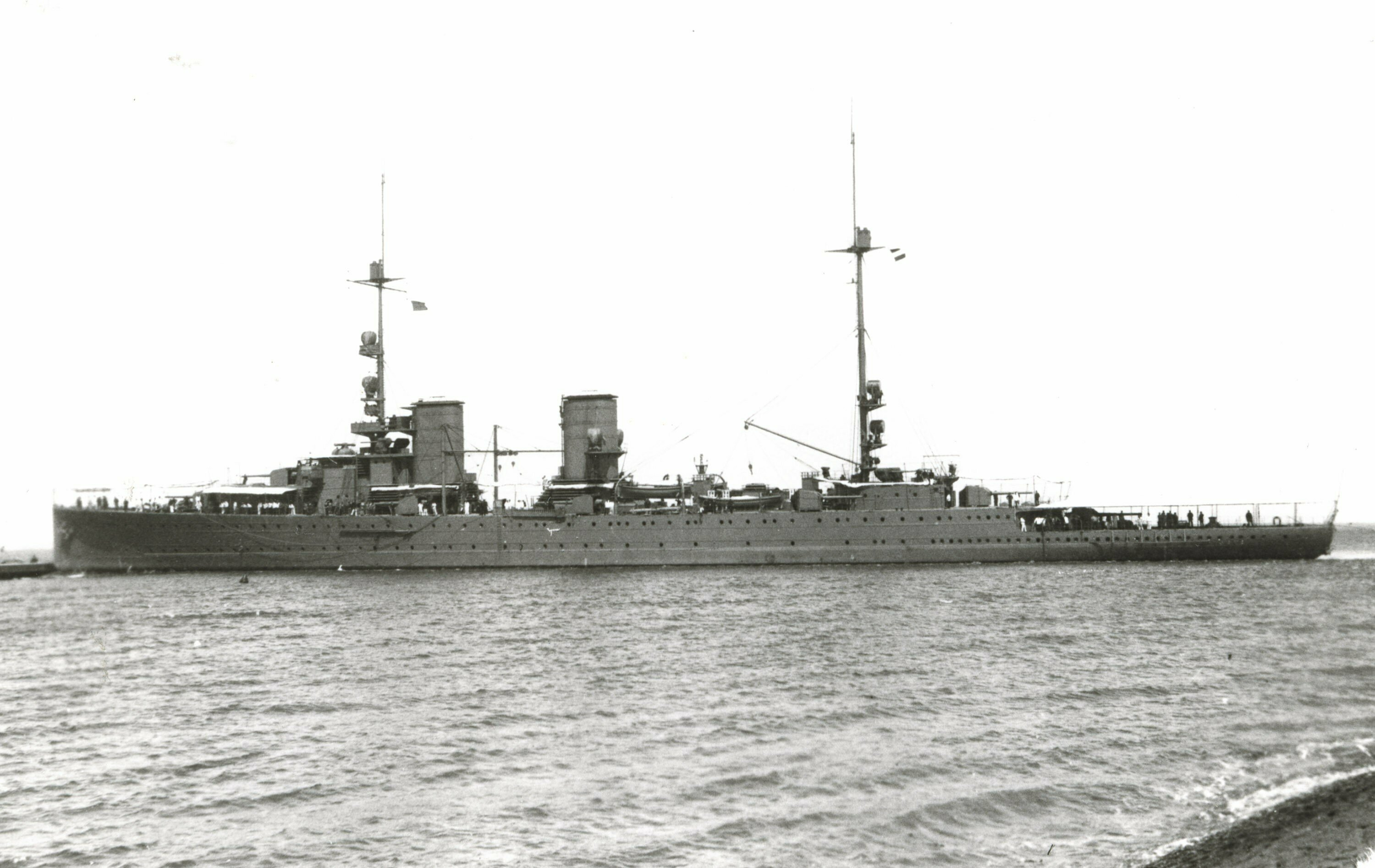
A Hr.Ms. Java könnyűcirkáló eredeti alakjában.
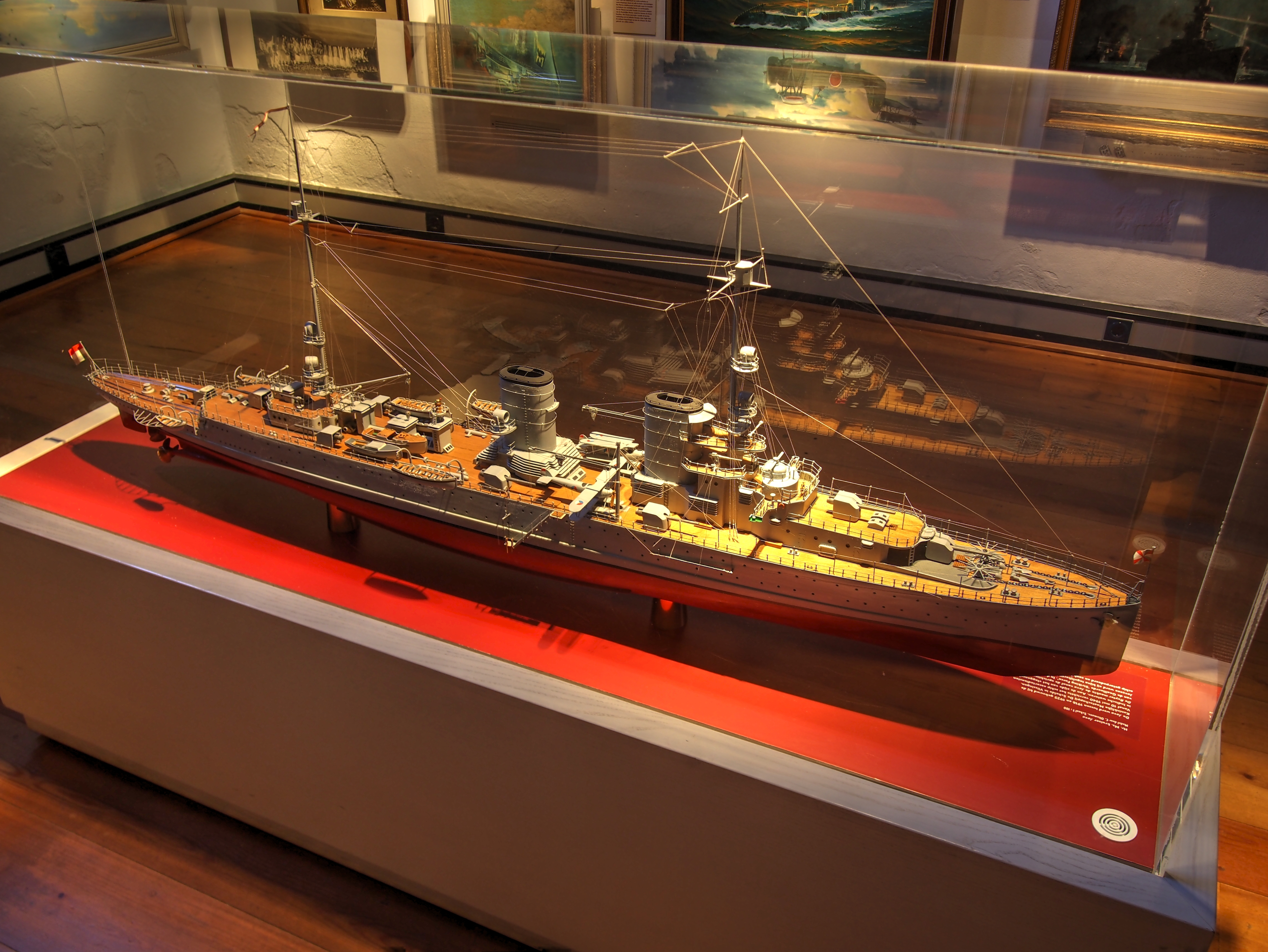
A Hr.Ms. Java könnyűcirkáló modellje.
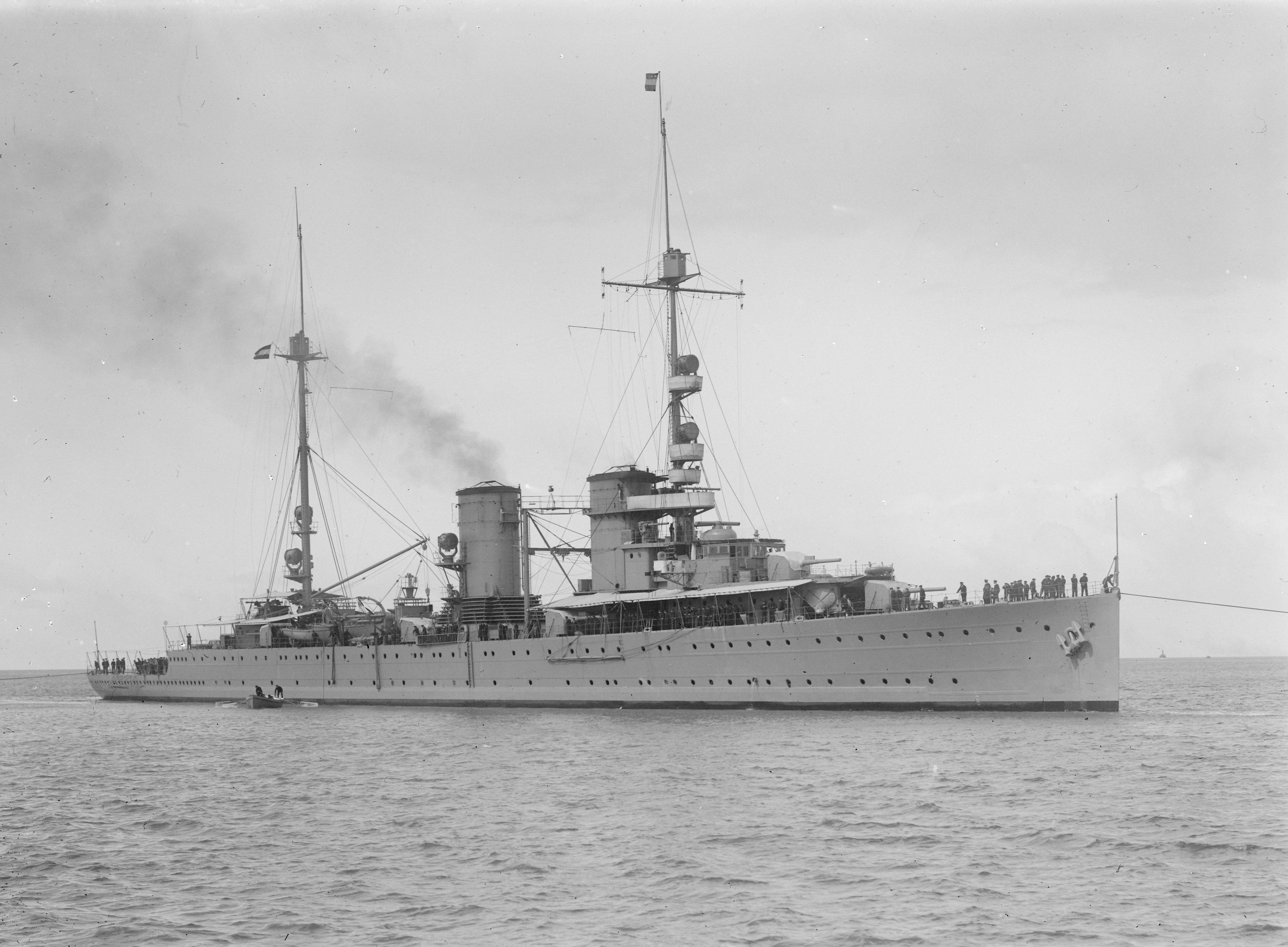
A Hr.Ms. Java könnyűcirkáló eredeti alakjában.

### Páncélzat
A 25 mm-es páncélfedélzetet 50 mm-es lehajló pereme kötötte össze a 75 mm vastag övpáncél felső szélével, melynek végeit 60 mm-es keresztválaszfalak zárták le, létrehozva a központi páncélozott citadellát. A 150 mm-es lövegek lövegpajzsa 25–100 mm közötti vastagságú, a parancsnoki harcálláspont 100–125 mm vastagságú, végül a kémények alapja 50 mm-es páncélzatot kapott.

### Fegyverzet
A Java osztály fegyverzetét eredetileg 10 db (10 x 1 ) Mk 6 150 mm L/50 Krupp/Bofors löveg, 4 db (4 x 1) 75 mm L/55 Bofors/Wilton-Fijenoord löveg és 36 db akna képezte. 1935-ben a Hr.MS. Java 75 mm-es lövegeit 4 db (2 x 2) 40 mm L/56 Bofors No.3 gépágyúra, 4 db (4 x 1) 12.7 L/90 géppuskára cserélték. szintén 1935-ben a Hr.Ms. Sumatra 75 mm-es lövegeit 6 db (3 x 2) 40 mm L/56 Bofors No.3 gépágyúra és 4 db (4 x 1) 12.7 mm L/90 géppuskára cserélték.

#### Fő fegyverzet
A Java osztály fő fegyverzetét 10 db , egyesével, lövegpajzsokkal beépített (elől és hátul 2-2 löveg szupertüzelő elrendezésben, 3-3 löveg pedig a hajó két oldalán) Mk 6 150 mm L/50 a német Krupp és a svéd Bofors által is gyártott löveg alkotta (az elkészült 20 db lövegből 8 db a Krupp, 12 db a Bofors üzeméből származott), ez a 150 mm-es löveg 7,13 tonnát nyomott, a löveg teljes hossza 7,895 m. A teljes löveg (löveg, talapzat és lövegpajzs) tömege 20 tonna. A páncéltörő lövedék tömege 46,7 kg, a repeszromboló 46 kg. A tűzgyorsaság 7-8 lövés percenként. A maximális lőtávolság 21 214 méter.

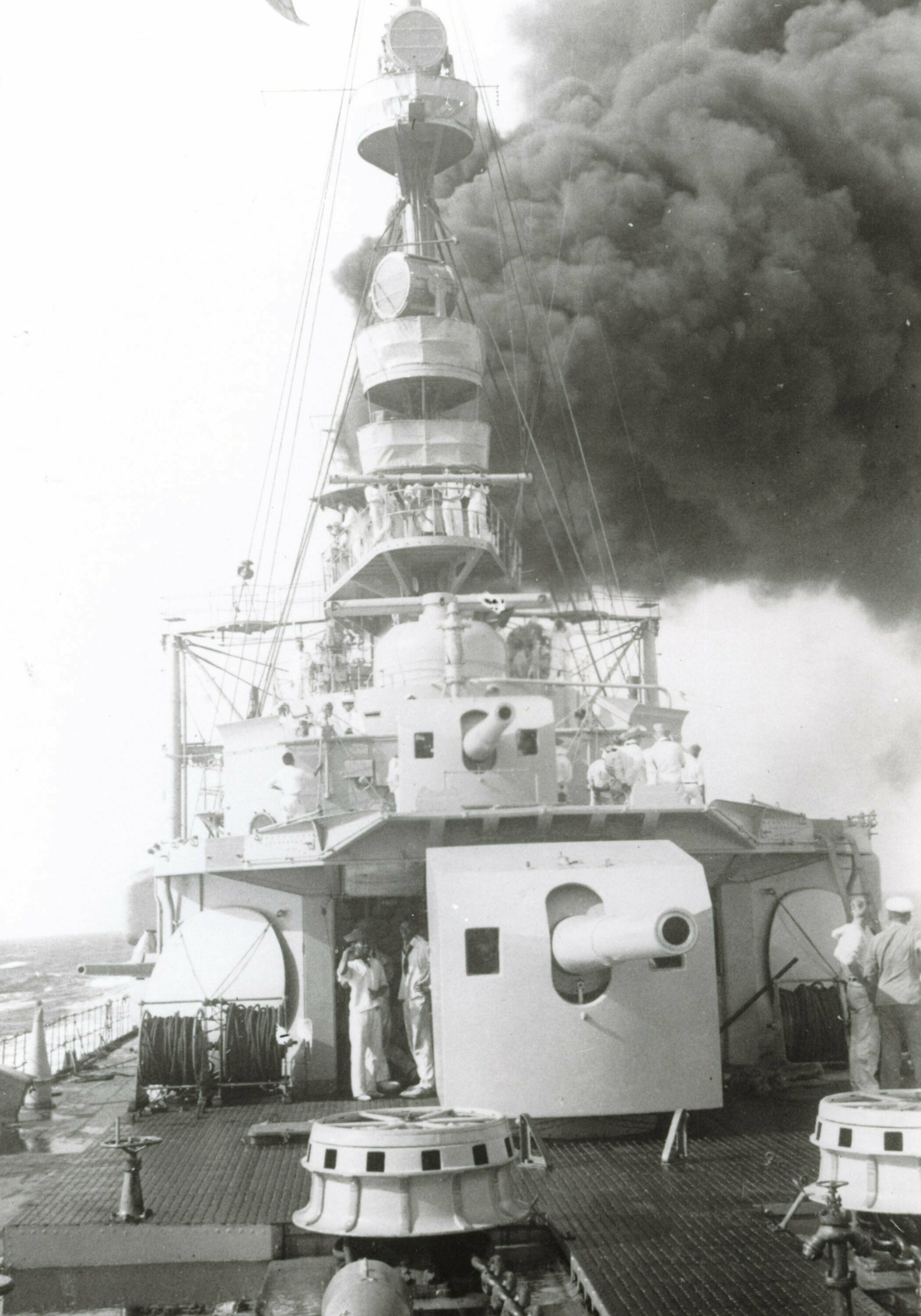
A Hr.Ms. Java könnyűcirkáló elülső 150 mm-es fő lövegei.
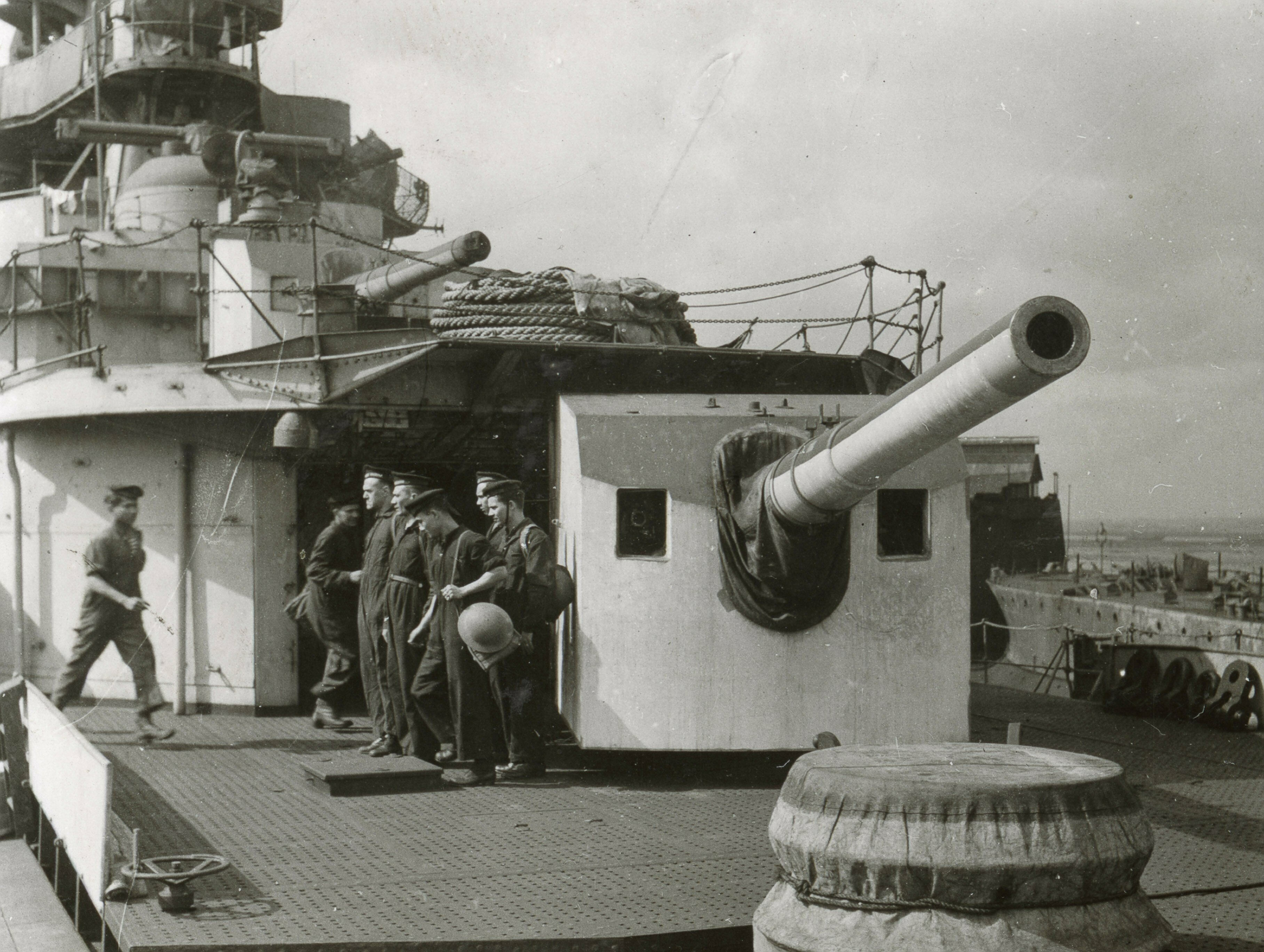
A Hr.Ms. Sumatra könnyűcirkáló elülső 150 mm-es fő lövegei.

### Tűzvezetés
A hajókat hazai, holland gyártmányú tűzvezető berendezésekkel (3 db 4  méteres bázistávolságú és egy 2 méter bázistávolságú optikai távmérővel, utóbbi légi célok ellen) szerelték fel, melyeket a hengeloi Hazemeijer cég gyártott. 1934-1935-ben előárbocukat jóval nagyobb méretű, vastagabb, a korabeli német könnyűcirkálókon (Emden, K osztály és Leipzig osztály) használthoz hasonló típusra cserélték, ennek tetején tűzvezető központ kapott helyet, új típusú Hazemeijer tűzvezető berendezéssel.

### Hajtómű
A hajtómű a tervek szerint 8 db Schulz-Thornycroft olajtüzelésű kazán, és 3 db Germania turbina alkotta volna, a Hr.MS. Java ezekkel is lett felszerelve, azonban a Hr.Ms. Sumatra számára készült turbinák egy tűzben megsemmisültek, ezért azokat Zoelly turbinákra cserélték, melyek nem váltak be, ezért az 1935-ös nagyjavítás során Parsons turbinákra cserélték őket.
A hajtóművek összteljesítménye 73 000 LE (54 000 kW), a tervek 31 csomós (57 km/h) csúcssebességgel számoltak, de a tengeri futópróba során a Hr.Ms. Java 30 csomós, a Hr.Ms. Sumatra 30,3 csomós csúcssebességet ért csak el. A maximális hatótávolság 3600 tengeri mérföld (6700 km) 12 csomós (22 km/h) sebességgel.

### Repülőgépek
1926-ben a két könnyűcirkálót felszerelték katapultberendezéssel 2 db és két daruval a repülőgépek fedélzetre emeléséhez, elsőként 
Van Berkel WA, aztán Fairey IIIF, majd Fokker C.VIIW, végül Fokker C.XIV típusok szolgáltak rajtuk. A repülőcsoport mérete 2 db gép volt.

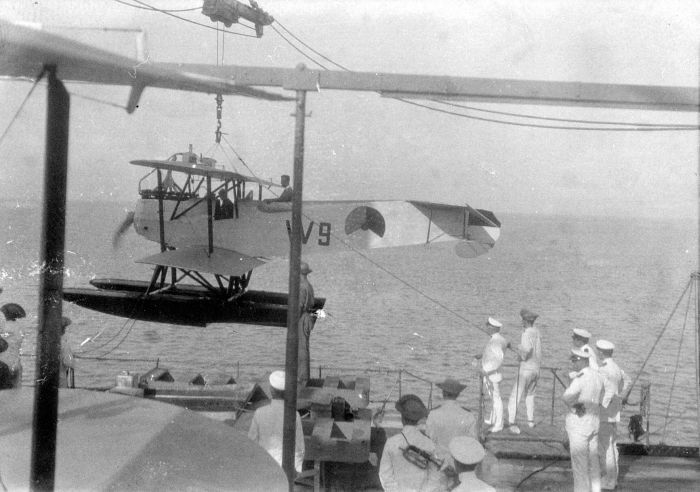
Hidroplán beemelése a Hr.Ms. Java könnyűcirkáló fedélzetére 1929-ben.
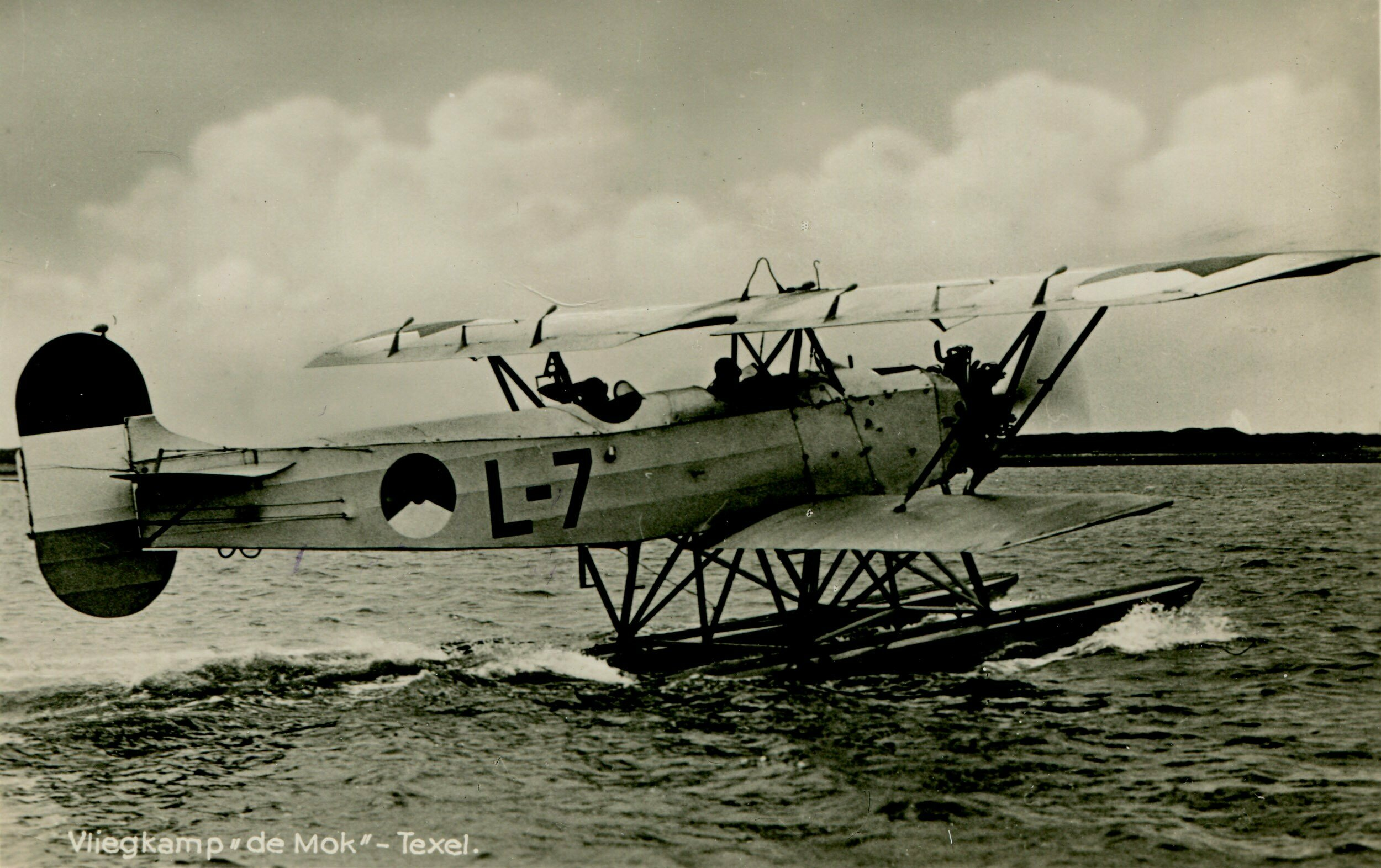
Holland Fokker C.VIIW hidroplán.

### Tervezett átépítés
Az 1930-as évek végén felvetődött a Java osztály egységeinek modernizációja, a tervek szerint 4 db kétágyús páncélozott lövegtoronyban új elrendezésű főfegyverzetet kaptak volna, a meglévő 150 mm-es lövegeik felhasználásával. A légvédelmi fegyverzetet pedig 20 db (10 x 2) 40 mm L/56 gépágyú alkotta volna. Azonban az építeni tervezett új, modern Kijkduin osztályú könnyűcirkálók lekötötték a holland erőforrásokat, így végül csak a Java osztály minimális korszerűsítése mellett döntöttek.

## Hr.Ms. Java
A Hr.MS Java könnyűcirkáló építése 1916. május 31-én vette kezdetét a vlissingeni Koninklijke Maatschappij De Schelde hajógyárban, vízre 1921. augusztus 9-én bocsátották, szolgálatba 1925. május 1-én állt. A könnyűcirkáló diplomáciai feladatokat is ellátott. 1928. december 4-én Hollandia képviseletében részt vett Hirohito japán császár koronázási flottaszemléjén, Jokohamában. 1936 augusztusában a Hr.Ms. Java és Hr.Ms. Sumatra könnyűcirkálók a Van Galen, a Witte de With és a Piet Hein rombolók társaságában vettek részt a flottahéten Surabayában. A Hr.Ms. Java 1937. május 20-án VI. György brit király és India császára spitheadi koronázási flottaszemléjén képviselte Hollandiát. 1938. májusában Holland Indiába vezényelték át. 1940 áprilisában a Hr.Ms. Java, a Hr.Ms. De Ruyter könnyűcirkálók, a Zuiderkruis ellátóhajó és két tengeralattjáró-raj készültségi szolgálatot adtak a Jáva-tengeren, a Formosa (Tajvan) környéki japán flottamanőverek hírére, ugyancsak áprilisban  Ph.B.M. van Straelent nevezték ki a cirkáló kapitányának. Miután 1940. május 10-én Németország lerohanta Hollandiát, a Hr.Ms. Java könnyűcirkáló Padangban elfogta a HAPAG (Hamburg-Amerikanische Packetfahrt-Actien-Gesellschaft) német hajótársaság 7659 tonnás Bitterfeld, 6737 tonnás Wuppertal és 6622 tonnás Rheinland nevű teherhajóit.

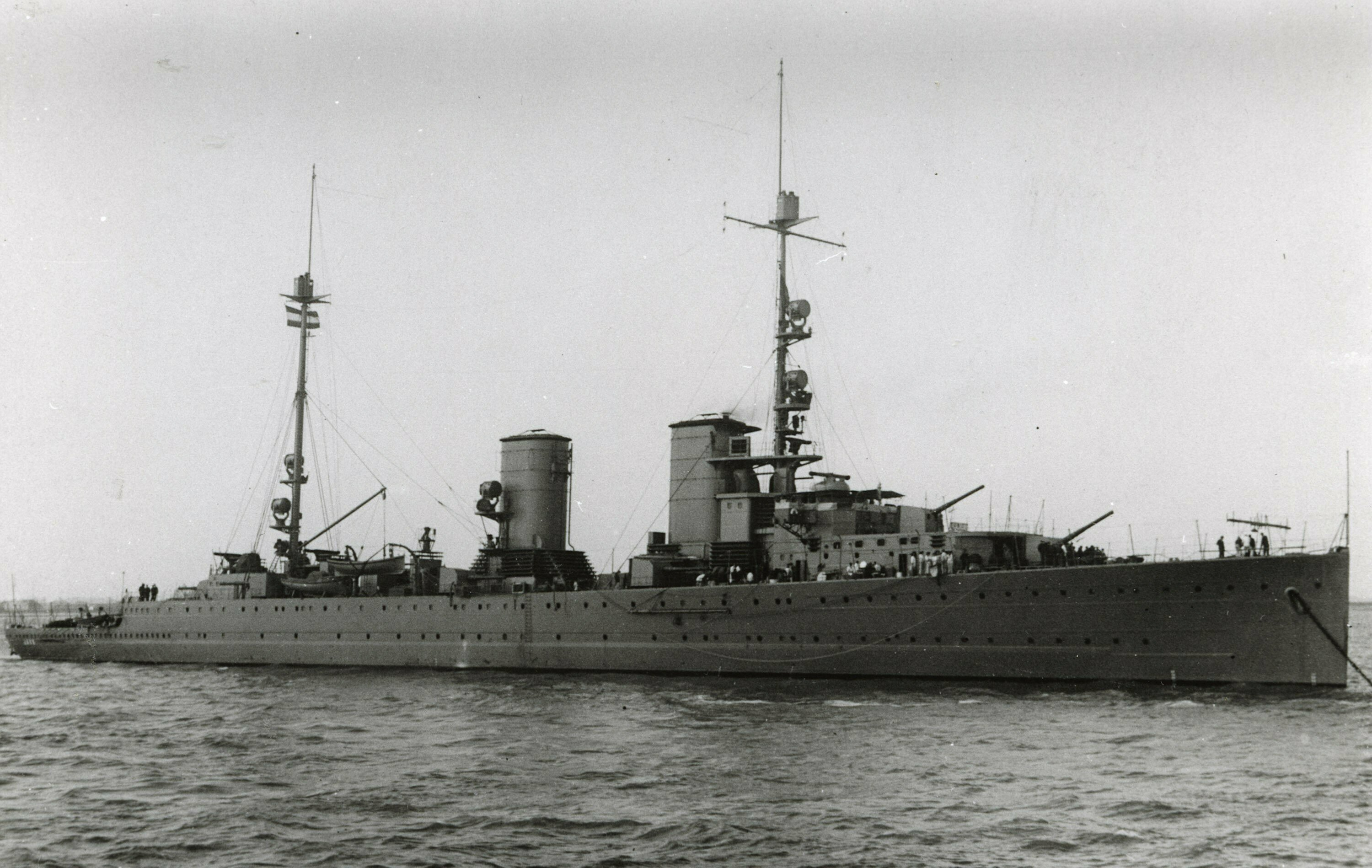
A Hr.Ms. Java holland könnyűcirkáló eredeti alakjában.
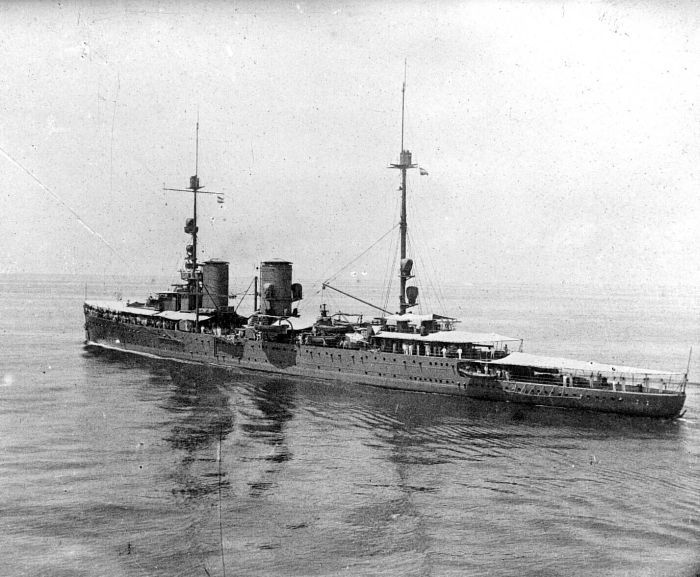
A Hr.Ms. Java könnyűcirkáló eredeti alakjában.
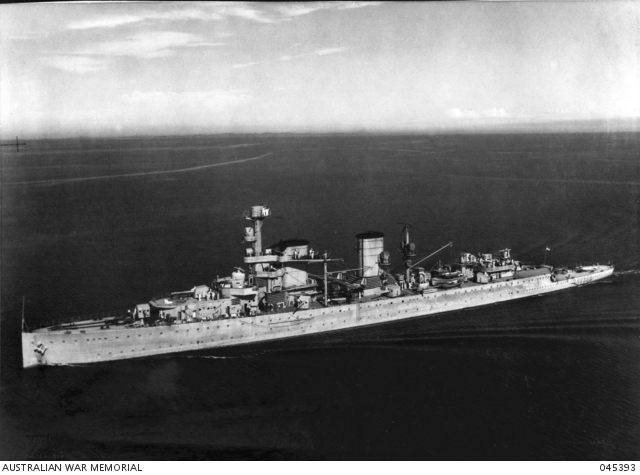
A Hr.Ms. Java könnyűcirkáló 1934-1935-ös átépítése után.
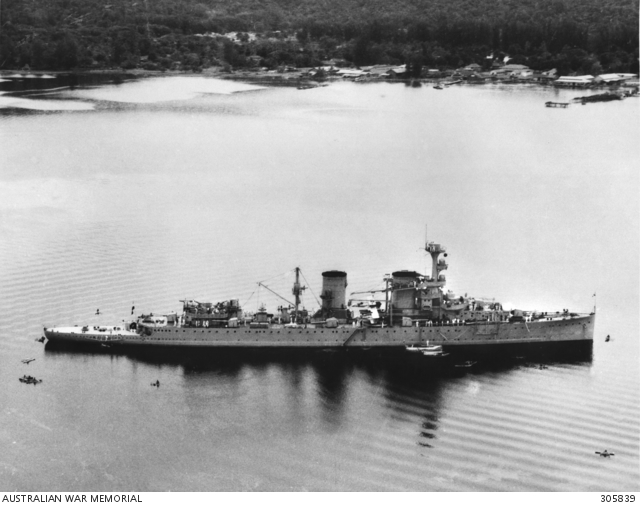
A Hr.Ms. Java könnyűcirkáló 1942-ben.
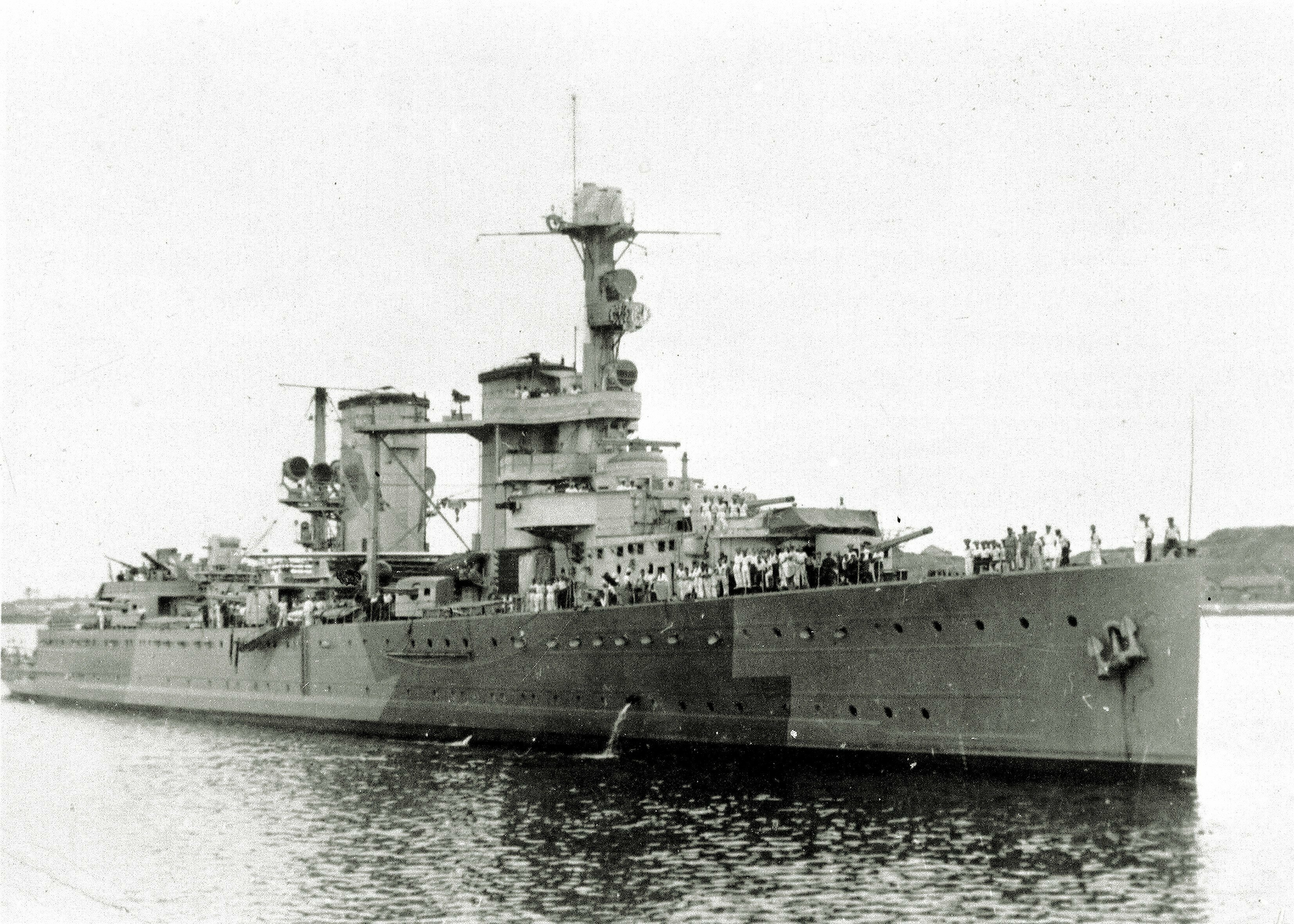
A Hr.Ms. Java könnyűcirkáló 1942-ben, pályafutása végén.

## Hr.Ms. Sumatra

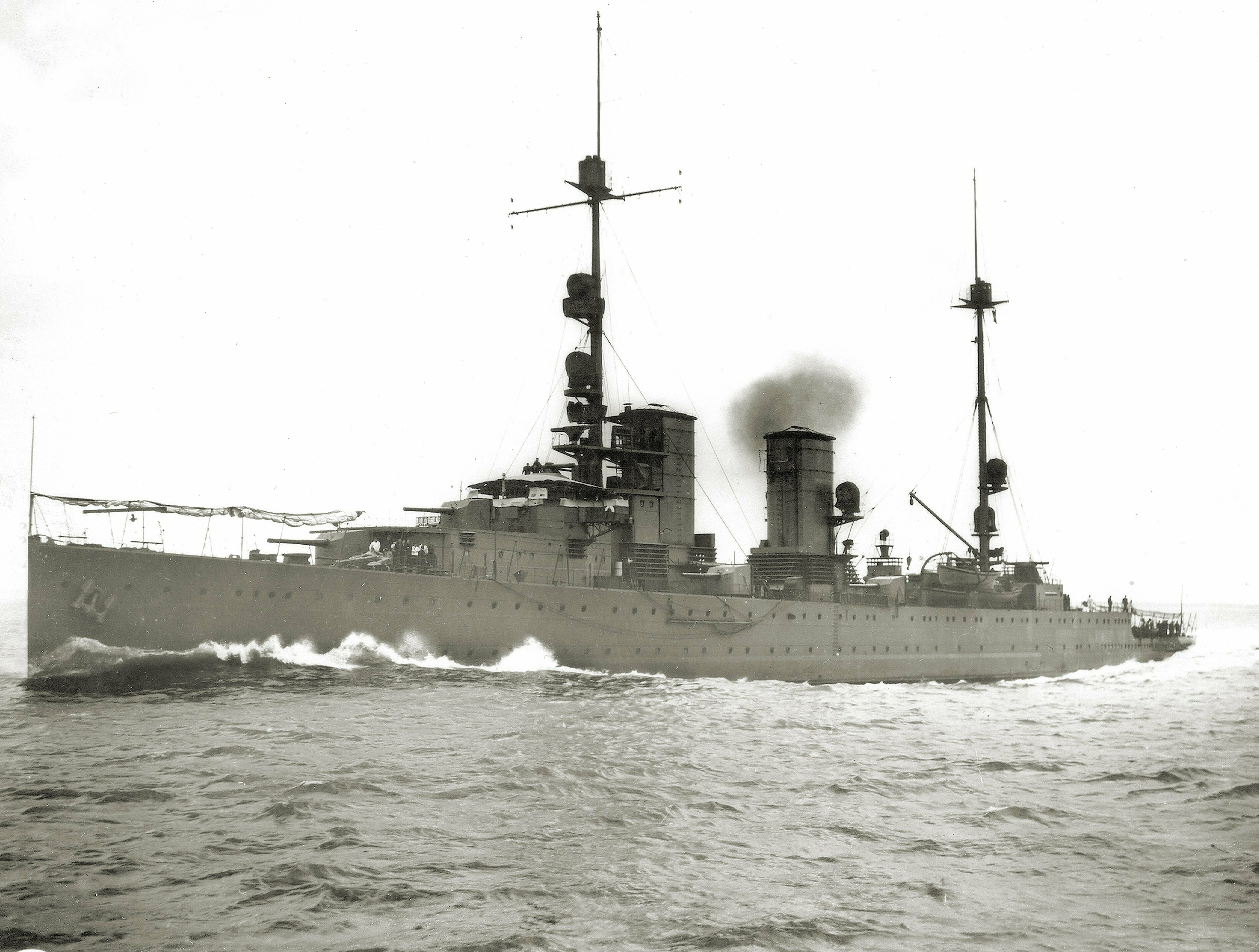
A Hr.Ms. Sumatra holland könnyűcirkáló eredeti alakjában.
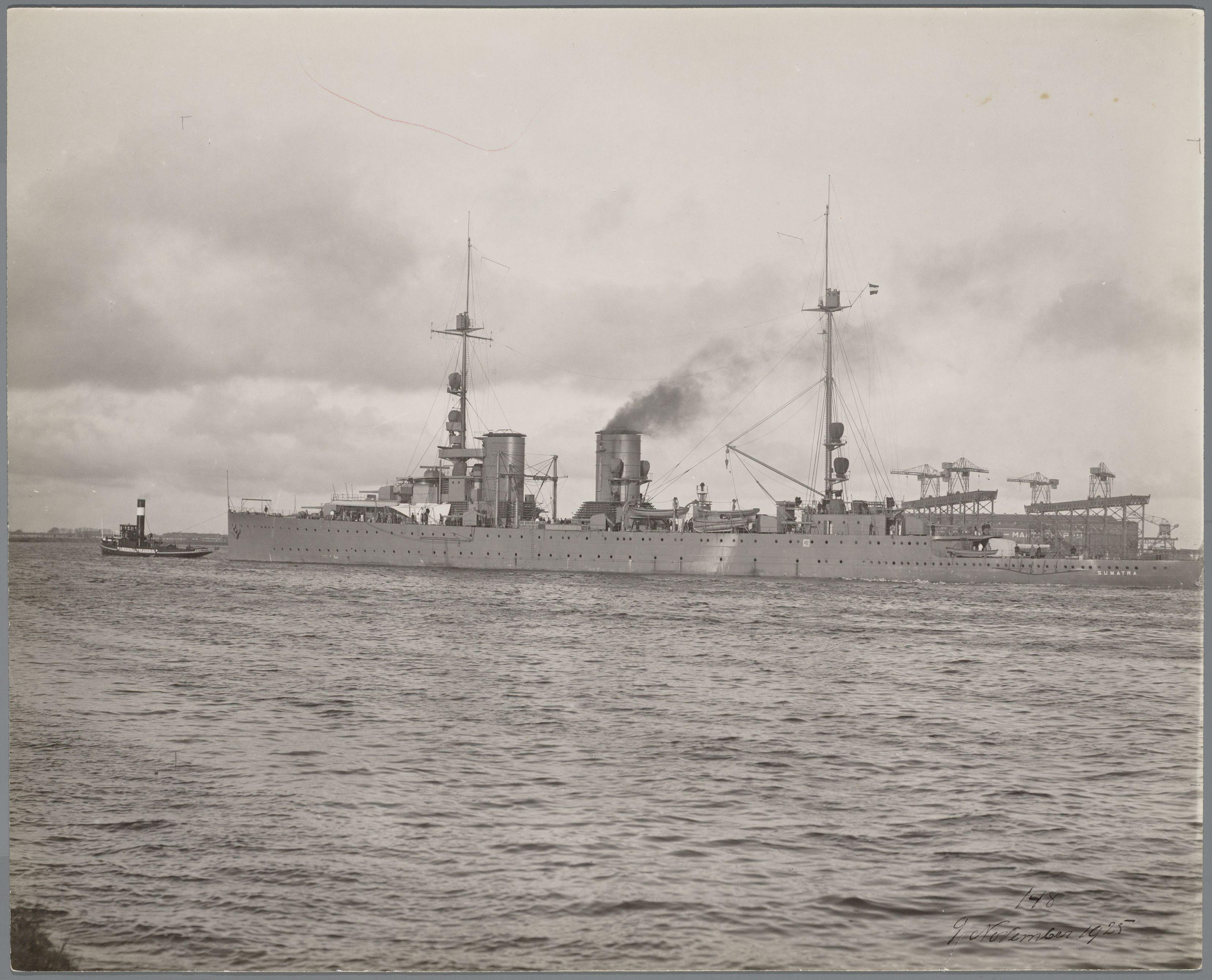
A Hr.Ms. Sumatra könnyűcirkáló 1925-ben.
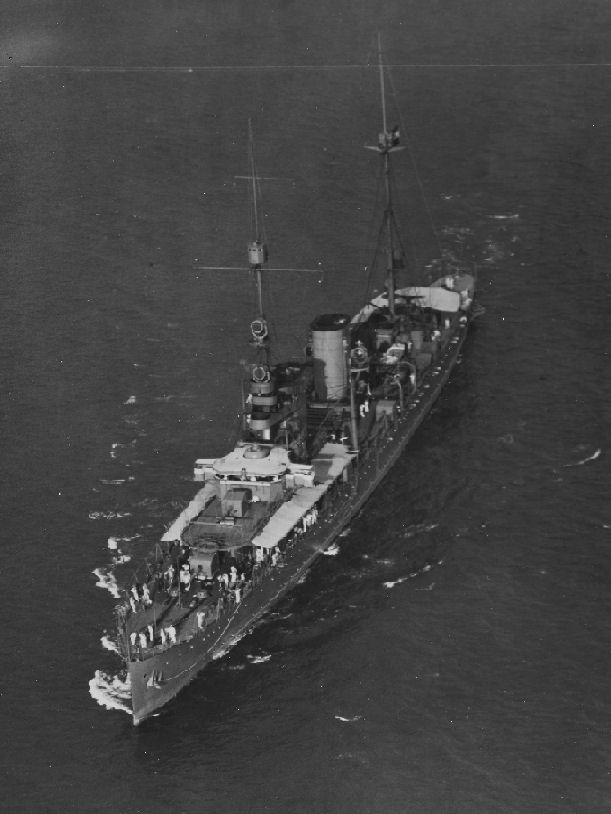
A Hr.Ms. Sumatra könnyűcirkáló 1929-ben.
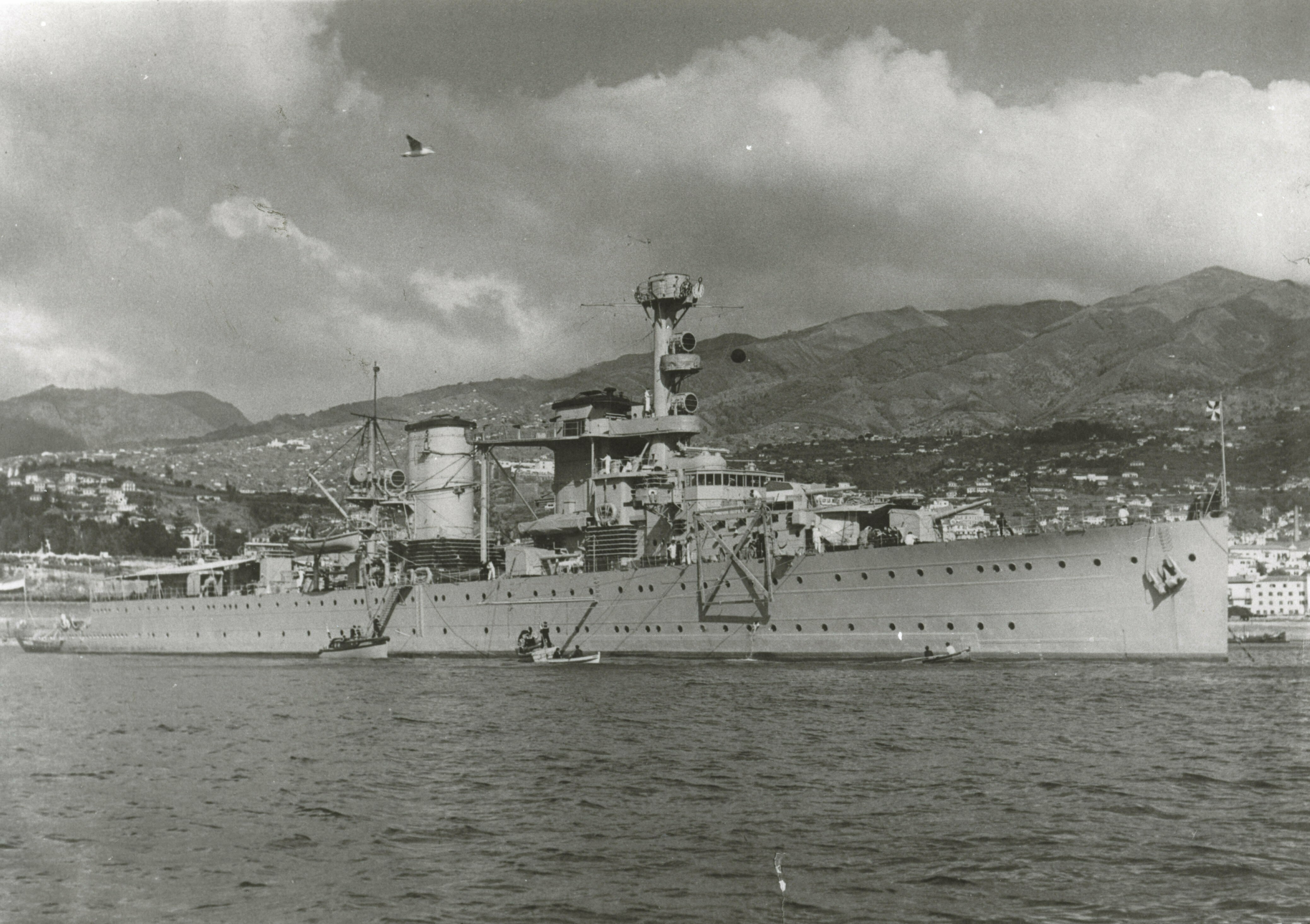
A Hr.Ms. Sumatra könnyűcirkáló 1934-1935-ös átépítése után.
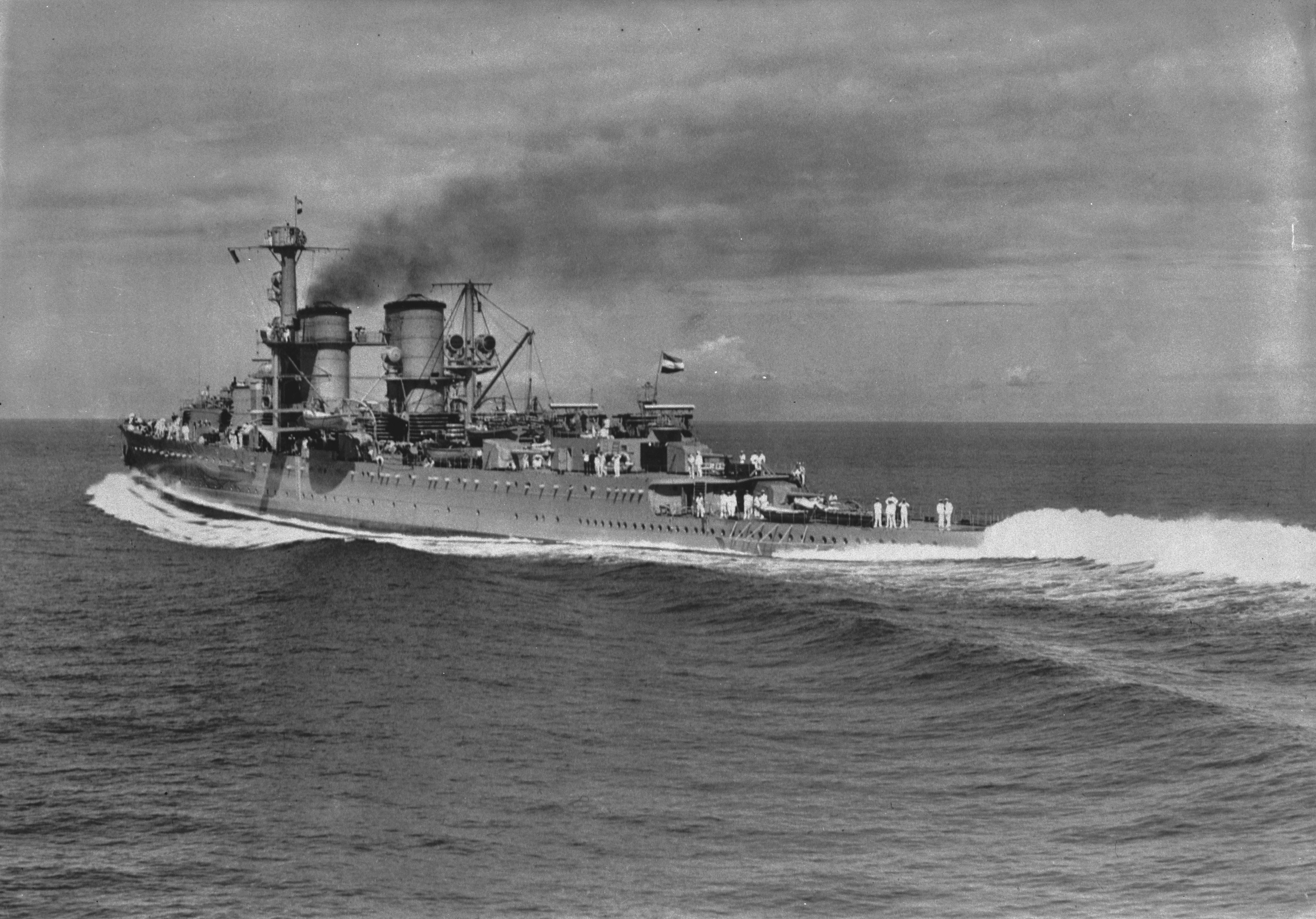
A Hr.Ms. Sumatra könnyűcirkáló átépítése után.
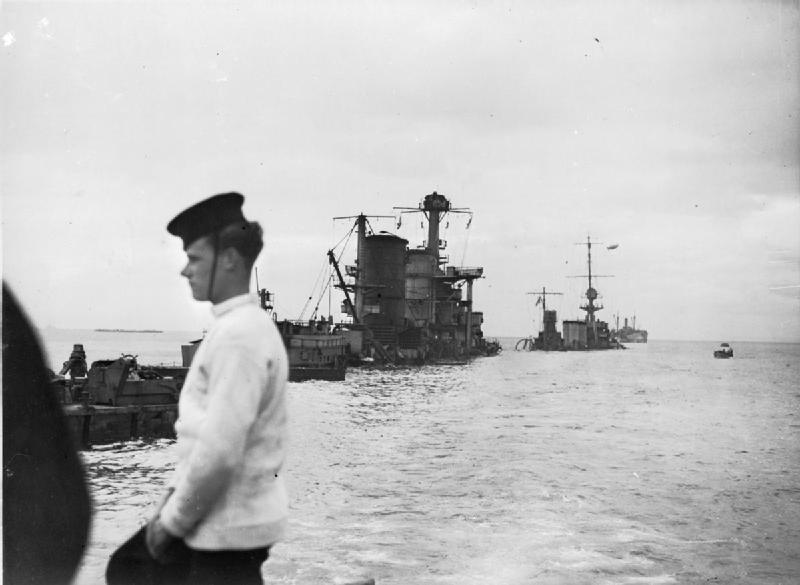
A Mulberry mesterséges kikötő védelmére hullámtörőként elsüllyesztett Hr.Ms. Sumatra holland és a HMS Durban (a háttérben) brit könnyűcirkálók 1944. június 9-én.